# Acampamento Terra Livre

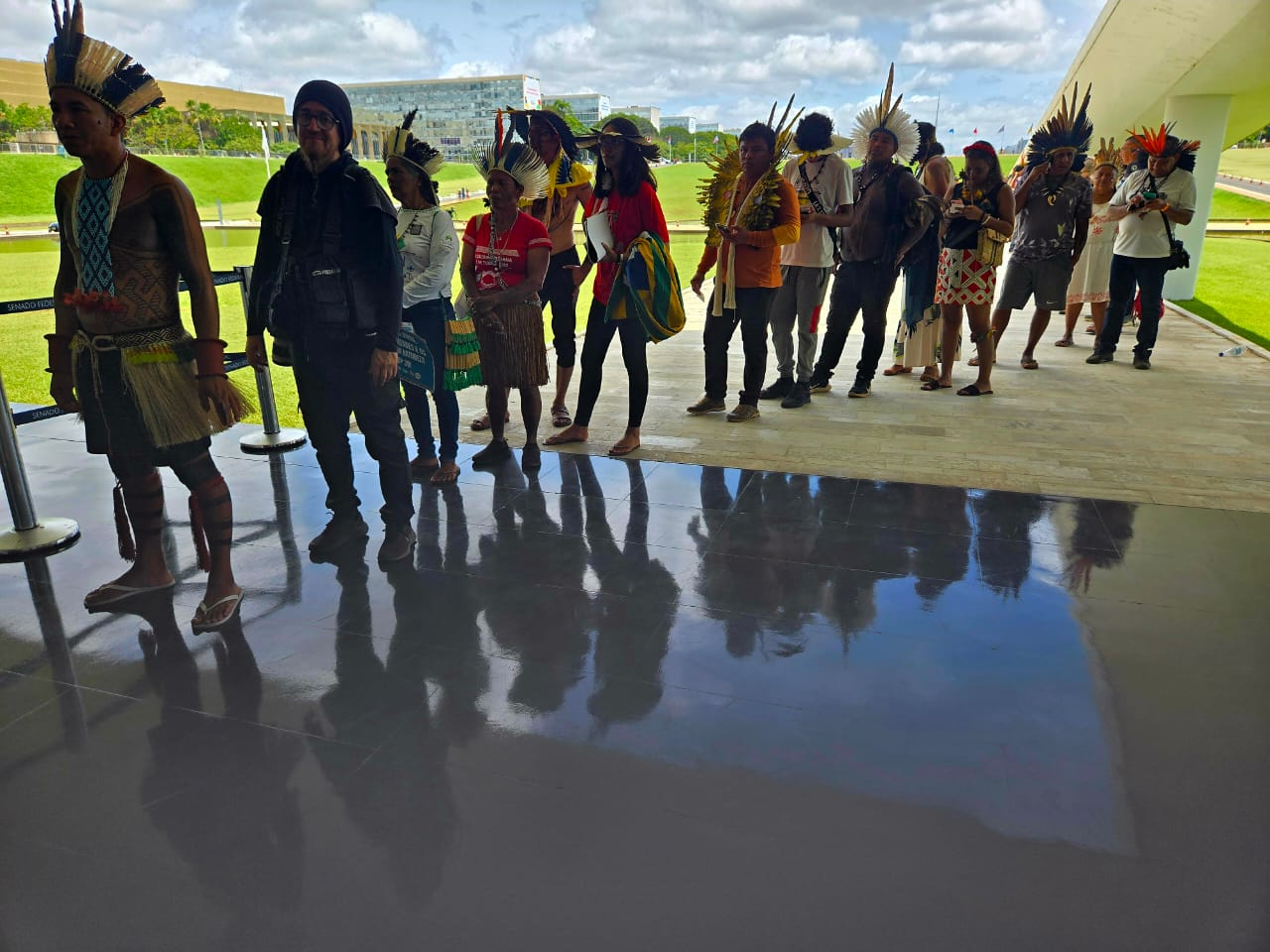
Participantes do ATL 2025 entram no Congresso Nacional para sessão solene as pautas dos povos originários

O Acampamento Terra Livre (ATL) é um evento anual de mobilização dos povos indígenas do Brasil em torno de seus direitos constitucionais. Ao longo das diversas edições, uma multiplicidade de povos, provenientes de vários biomas do país, se reuniram para discutir as violações dos direitos indígenas e reivindicar o cumprimento das leis por parte do governo federal brasileiro.
Começando em 2004, os ATL tiveram lugar, majoritariamente, na esplanada dos ministérios, em Brasília. Na edição de 2005, foi fundada a Articulação dos Povos indígenas do Brasil (APIB), que organizou as edições posteriores.
O ATL é considerado o mais importante evento indígena do país, devido sua dimensão nacional e continuidade temporal. Em 2025, foi realizada a  21ª edição do evento, com a participação de 200 etnias.

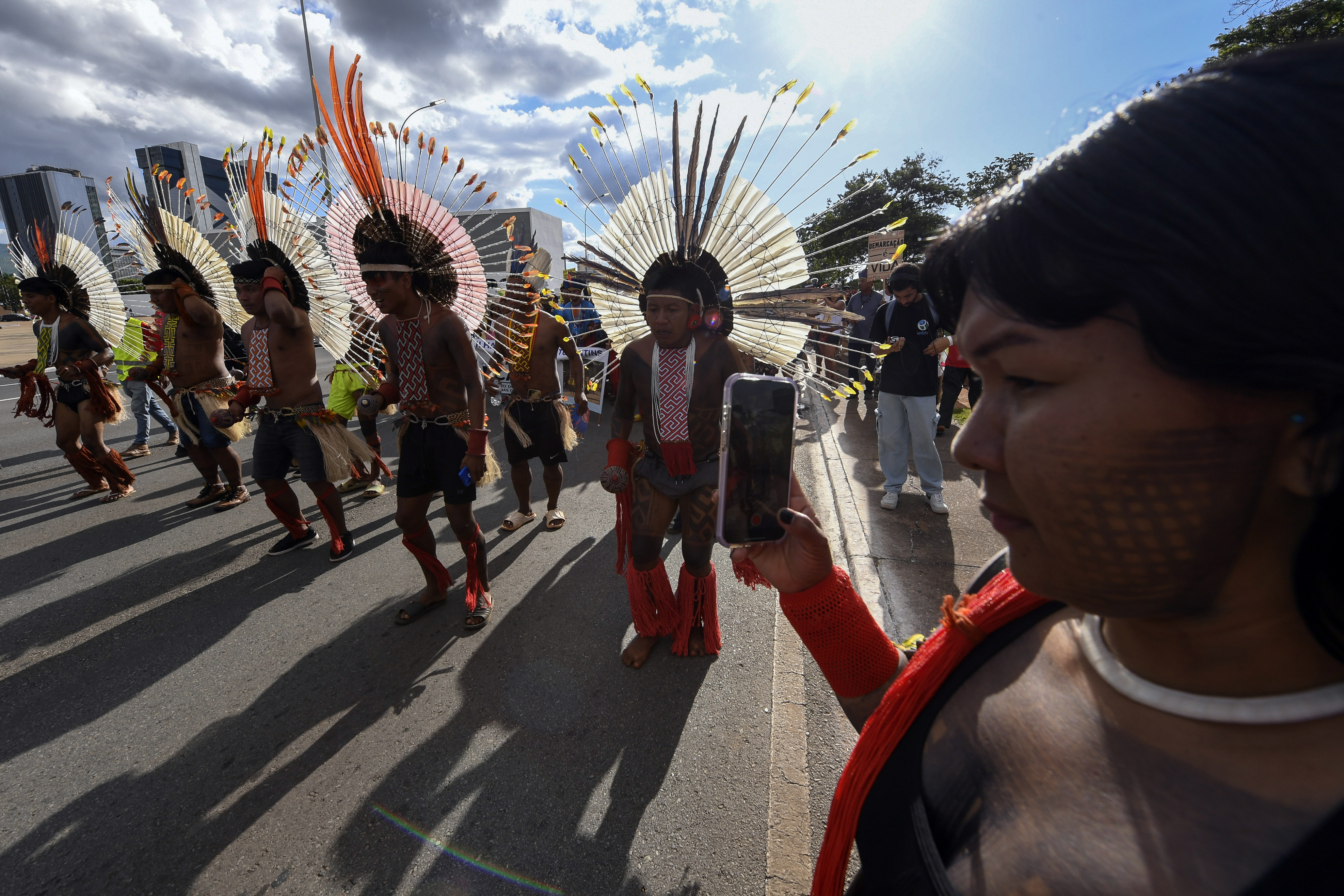
Povos indígenas de todas as regiões do país ocupam Brasília no ATL 2024

## História
No ano de 2004, por ocasião do "Dia do Índio", lideranças indígenas de todo o Brasil deram início a uma série de protestos em Brasília contra a política indigenista vigente na época. Protestava-se contra as violações dos direitos indígenas, em especial, as agressões ocorridas nos anos anteriores. Diversas etnias e organizações (tanto indígenas, quanto indigenistas) reuniram-se em Brasília, dando origem ao Acampamento Terra Livre (ATL). Dentro do evento, os debates ocorridos em torno dos direitos indígenas originaram o Fórum de Defesa dos Direitos Indígenas (FDDI) e a Articulação dos Povos Indígenas do Brasil (APIB).

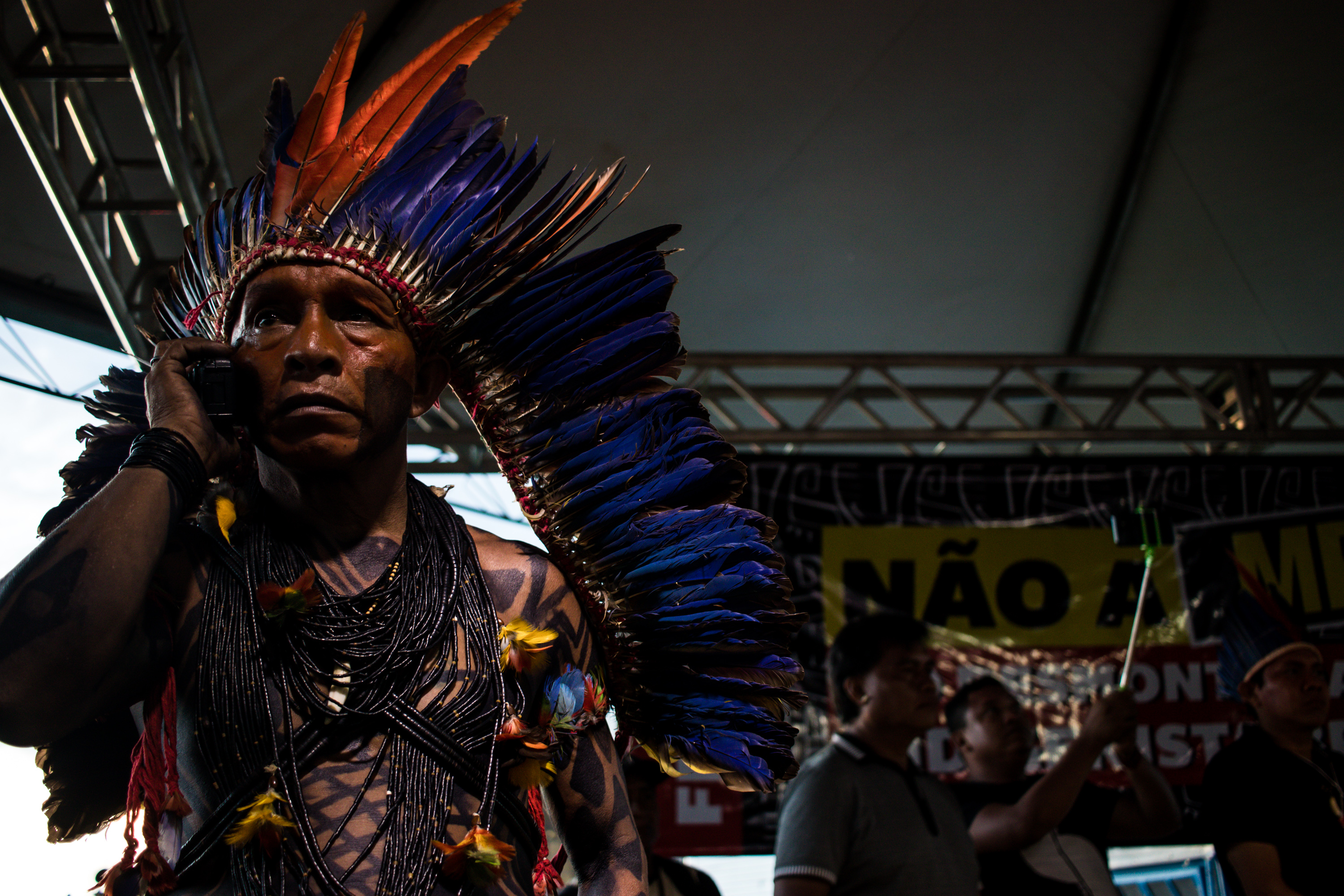
Liderança Indígena fala ao telefone durante o ATL 2019

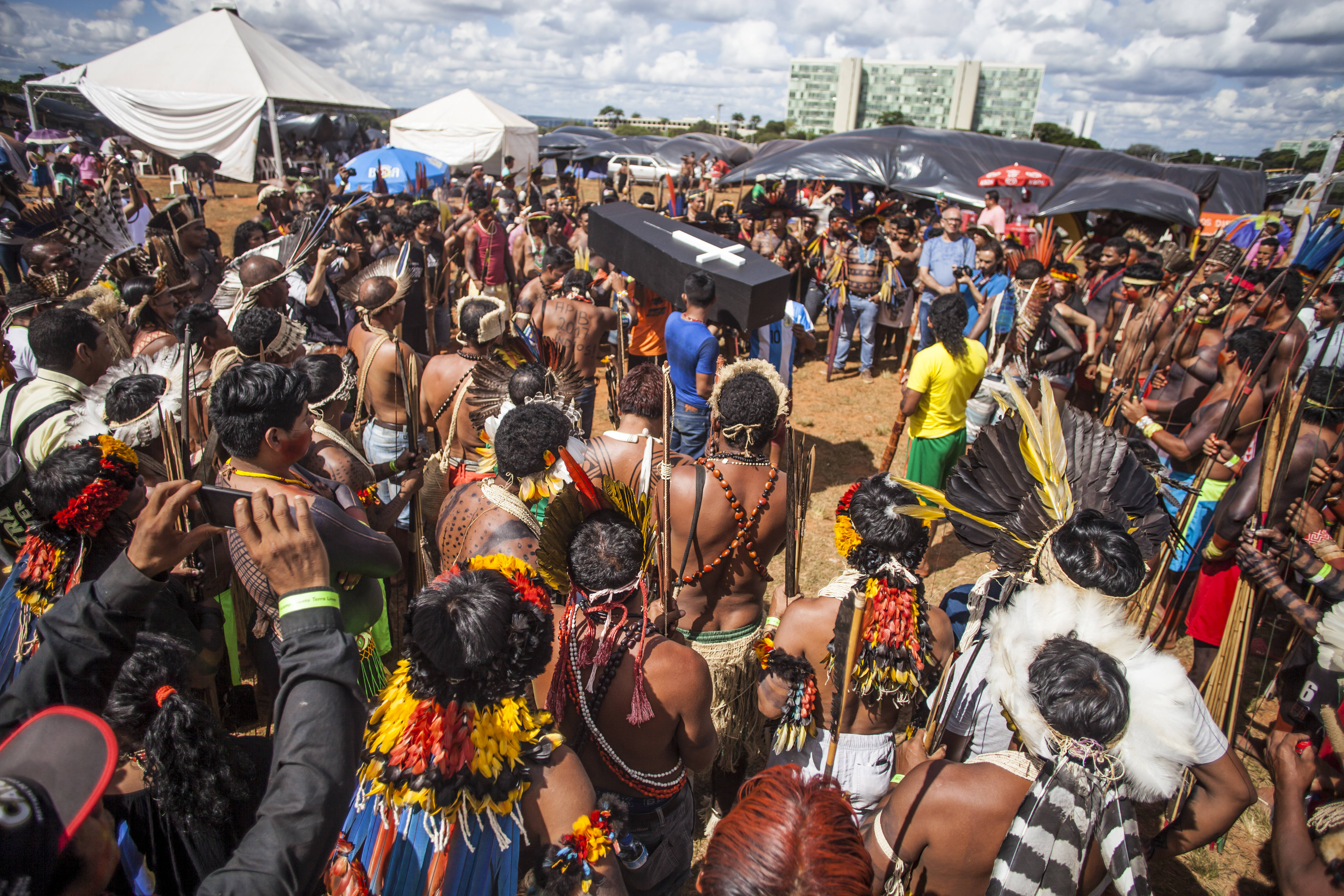
Concentração na Esplanada dos Ministérios no ATL 2017

A insatisfação geral da mobilização girava em torno do desencanto com a "nova política indigenista" prometida pelo Governo Lula. Denunciavam a continuidade de uma política de tutela, bem como a incapacidade do Estado brasileiro em lidar com a pluralidade étnica do país, por meio da gestão de políticas públicas voltadas aos povos e organizações indígenas. Segundo os participantes do ATL, a "nova política" havia ficado no papel e o tratamento dado a seus direitos era o de desrespeito e retrocesso. Os atos de violência contra as populações nativas e o assassinato de suas lideranças não havia cessado. Além disso, assistiu-se à paralisia da regularização das terras indígenas, a manutenção da situação de caos na saúde indígena e a falta de implementação da educação escolar, somando-se a não consolidação de programas de proteção, gestão e sustentabilidade das Terras Indígenas.
A inauguração do evento marcou uma reestruturação do Movimento Indígena no Brasil, por meio da qual estes povos adotaram uma postura protagonista diante de sua própria história. Rejeitando a política da tutela e organizando-se de forma autônoma, este movimento passou a ter uma atuação direta, em prol de seus direitos e diante das instâncias do Governo. O ATL é considerado o maior espaço de assembleia e principal evento político dos povos indígenas do Brasil na contemporaneidade.
A Plenária nacional das mulheres indígenas integra a programação do ATL desde 2017, com o apoio e financiamento da ONU Mulheres Brasil.

#### Tema das edições
A cada edição do ATL, um tema é escolhido como norteador das reivindicações.
| Ano  | Tema                                                                                               |
| ---- | -------------------------------------------------------------------------------------------------- |
| 2018 | "Unificar as lutas em defesa do Brasil Indígena - pela garantia dos diretos originários dos povos” |
| 2019 | “Resistimos há 519 anos e continuaremos resistindo”                                                |
| 2021 | "A nossa luta ainda é pela vida, não é apenas um vírus"                                            |
| 2022 | "Retomando o Brasil: Demarcar Território e aldear a política"                                      |
| 2023 | "O futuro indígena é hoje. Sem demarcação não há democracia."                                      |
| 2024 | "Nosso Marco é Ancestral. Sempre Estivemos Aqui"                                                   |
| 2025 | “Apib Somos Todos Nós: Nosso Futuro Não Está à Venda!”                                             |

## Resumo das edições

#### 16ª edição
O ATL do ano de 2020 (16ª edição) foi adiado devido à pandemia de COVID-19. Na ocasião do adiamento, a APIB ressaltou o alto risco que doenças transmissíveis apresentam para os povos isolados ou de recente contato. Salientou-se também a importância da ampliação e da garantia dos serviços da saúde indígena, por meio da SESAI e dos Distritos Sanitários Especiais Indígenas, para a assistência dessa população durante a pandemia. Por fim, os organizadores do evento destacaram a relação direta entre as mudanças climáticas e a recorrência de epidemias, já apontada por cientistas.
Posteriormente, o evento foi realizado de forma online, entre os dias 27 e 30 de abril de 2020, seguindo as recomendações das autoridades de saúde para o isolamento social. Encadeado ao ATL, ocorreu a "Assembleia Nacional da Resistência Indígena", também virtualmente. Em ambas as ocasiões, os povos indígenas do Brasil pautaram o manejo da internet como ferramenta de luta por justiça social, como apontou um dos chamados para o evento: “ocupando as redes e demarcando as telas”. Estudiosos da mobilização indígena durante o período de pandemia da COVID-19, notaram a importância dessa apropriação, uma vez que o uso de qualquer tipo de tecnologia é frequentemente usada para deslegitimar a identidade dos povos indígenas.

## Pautas
A pauta central do ATL refere-se a questão territorial, isto é, à defesa da demarcação e proteção dos territórios indígenas. Outras pautas históricas, como o acesso à saúde e à educação, além das denúncias das violências sistemáticas contras a população indígena, também têm grande peso. A partir da década de 2010, com o apoio da ONU Mulheres Brasil, o direito das mulheres indígenas passou, cada vez mais, a ser tema de debate. A partir da década de 2020, outras pautas também ganharam destaque, como a situação dos indígenas encarcerados, bem como os direitos dos jovens e dos indígenas LGBTQi+.

## Participação
As caravanas de povos indígenas à Brasília, com a intenção de reivindicação de seus direitos, não são algo novo. Tal movimento é expressivo desde a época de redemocratização da política brasileira. Em 1986, durante a Assembleia Nacional Constituinte, lideranças da União das Nações Indígenas reuniram-se na capital para pressionar as autoridades e debater o capítulo da Constituição que ficou conhecido como "Dos Índios".
O ATL, ao longo de suas dezenas de edições, motivou o retorno anual de lideranças indígenas à Brasília e em defesa de suas pautas. Na década de 2020, o evento assistiu à consolidação da mudança do perfil dos participantes, contando cada vez mais com uma expressiva participação de mulheres e jovens com formação universitária.